# Comté de Parkes
Pour les articles homonymes, voir Parkes.
Le comté de Parkes (en anglais : Parkes Shire) est une zone d'administration locale située dans l'État de Nouvelle-Galles du Sud en Australie, dont le siège est Parkes.

## Géographie
Le comté s'étend sur 5 958 km2 dans la région du Centre-Ouest de la Nouvelle-Galles du Sud. Il est traversé par la Newell Highway et par la voie de chemin de fer Indian Pacific.
Il comprend la ville de Parkes, ainsi que les localités d'Alectown, Bogan Gate, Peak Hill, Trundle et Tullamore.

## Histoire
Le comté est créé le 1er janvier 1981 par la fusion de la municipalité de Parkes avec le comté de Goobang.

## Démographie
| 2001   | 2011   | 2021   |
| ------ | ------ | ------ |
| 14 433 | 14 592 | 14 361 |

## Politique et administration
Le conseil comprend dix membres élus pour un mandat de quatre ans, qui à leur tour élisent le maire et son adjoint pour deux ans. À la suite des élections du 4 décembre 2021, le conseil est formé de dix indépendants.

### Liste des maires
| Période           | Période        | Identité      | Étiquette   | Qualité |
| ----------------- | -------------- | ------------- | ----------- | ------- |
| 1985              | juillet 2007   | Robert Wilson |             |         |
| juillet 2007      | septembre 2023 | Ken Keith     | Indépendant |         |
| 19 septembre 2023 | en cours       | Neil Westcott | Indépendant |         |

Le comté est rattaché à la circonscription de Calare pour les élections fédérales et à celle d'Orange pour les élections à l'Assemblée législative de Nouvelle-Galles du Sud.